# Thaiisierung
Thaiisierung (thailändisch การแผลงเป็นไทย, kan-phlaeng-pen-thai) bezeichnet den Prozess, durch den Grenzgebiete des Königreichs Thailand sowie ethnische und religiöse Minderheiten der Lebensweise, Kultur und Wirtschaft der Thais in Zentralthailand angepasst wurden. Einerseits ist dieser Prozess eine natürliche Folge der Modernisierung des Landes, die auch die äußeren Regionen einbezieht, andererseits wurden aber in der Vergangenheit auch Maßnahmen zur Unterdrückung oder Behinderung von Randkulturen seitens der Thais unternommen. Seit den siebziger Jahren hat sich dieser Prozess abgeschwächt und heute können landesweit Menschen verschiedener Kulturen ihre Muttersprache sprechen und ihre eigene Kultur leben, wie es in der Verfassung Thailands niedergelegt ist. Im Jahr 2018 wurde eine modifizierte Thaiisierung Teil des Staatsziels und die Regierung fördert nationalistische Bewegungen.
Die Thaiisierung erfasste hauptsächlich Ethnien am Rande des Landes, deren Sprache und Kultur sich von den Zentral-Thais unterschieden, so zum Beispiel die Lao im Isan, die Bergvölker in Nordthailand und im Westen des Landes sowie die muslimischen Malaien in Südthailand. Auch größere Gruppen von eingewanderten Chinesen und Indern wurden der Thaiisierung unterzogen. Während sich die ebenfalls buddhistischen und eingewanderten Chinesen relativ leicht und schnell assimilierten und integrierten, scheiterten die Thaiisierungsversuche bei den alteingesessenen muslimischen Malaien bis heute weitgehend.

## Geschichte
Im Königreich Ayutthaya hatten ansässige Mon und Khmer sowie eingewanderte Chinesen, Inder, Perser und Europäer großen Einfluss im Wirtschaftsleben und sogar am Hofe. Bis ins 19. Jahrhundert spielte die ethnische Zugehörigkeit der Bewohner Siams keine Rolle, wichtig war nur die Untertänigkeit gegenüber dem König. Nach der Modernisierung und Zentralisierung Thailands unter König Rama V. (Chulalongkorn) entstand zu Beginn des 20. Jahrhunderts die Idee einer einheitlichen thailändischen Nation und damit der Thaiisierung. Hatte die thailändische Sprache zuvor gar keinen Begriff für „Nation“, wurde das Wort chat unter Rama VI. (Vajiravudh) allgemein verbreitet. Hinzu kam der bis heute oft gebrauchte Ausdruck khwam-pen-thai (das „Thai-sein“ oder „Thaitum“) sowie der Dreiklang von „Nation, Religion und König“, der bis heute das inoffizielle Motto Thailands ist.
Rama VI. wandte sich aggressiv gegen die Chinesen, die während des 19. und zu Beginn des 20. Jahrhunderts in großen Zahlen einwanderten und sich häufig als Kaufleute, Steuereintreiber oder Geldverleiher betätigten und damit großen wirtschaftlichen Einfluss erwarben. Mit Bezug auf den Antisemitismus in Europa bezeichnete der König sie als die „Juden des Orients“. Allerdings ging es nicht um eine rassische Diskriminierung, dazu hatten sich die Thai in den vorangegangenen Jahrhunderten viel zu sehr mit den Chinesen vermischt und auch die Mitglieder der herrschenden Kreise hatten fast alle chinesische Vorfahren. Vielmehr sollten die chinesischen Immigranten der ersten Generation zur kulturellen Assimilation, zur Aufgabe ihrer Sprache und Bräuche gebracht und ihre ökonomischen und politischen Ambitionen gezügelt werden.

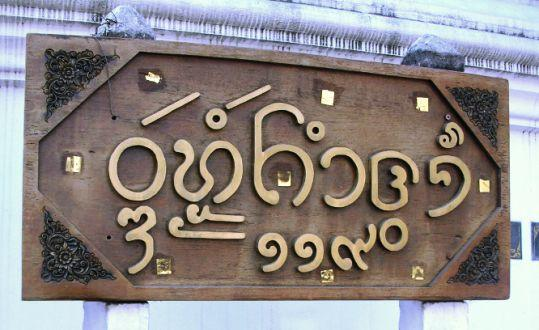
Namensschild in Lanna-Schrift

Nach dem Ende der absoluten Monarchie 1932 und der Machtübernahme durch die vorwiegend jüngeren und stark vom aufkommenden thailändischen Nationalismus geprägten bürgerlichen Offiziere der „Volkspartei“ verstärkte sich dieser Trend noch. Ab 1935 wurde Chinesen verboten, in bestimmten Branchen zu arbeiten, Staatsunternehmen sollten den Einfluss chinesischer Unternehmer brechen. Chinesen wurden gedrängt, thailändische Namen anzunehmen. Chinesische Schulen, Vereine und Zeitungsverlage wurden drangsaliert oder verboten. Der Dichter und Historiker Wichit Wichitwathakan schuf eine nationalistisch geprägte Historiographie, obwohl das Konzept des Nationalstaats in Südostasien vor der Kolonialzeit unbekannt war.

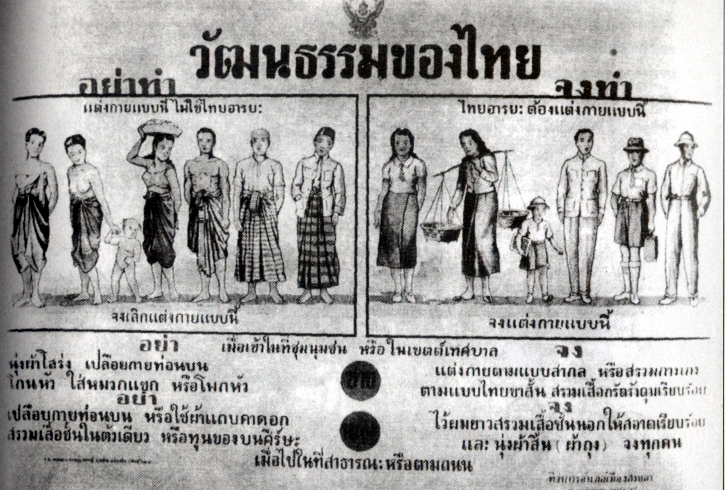
Plakat mit der Gegenüberstellung von „unzivilisierter“ (links) und „zivilisierter“ Kleidung (rechts), das während der Regierungszeit von Phibunsongkhram herausgegeben wurde

Der neue Ministerpräsident Phibunsongkhram änderte 1939 den Landesnamen von Siam in Thailand, was einerseits der Dominanz der Thai gegenüber den Minderheiten im Land und andererseits dem Expansionsanspruch auf von Tai-Völkern in den Nachbarländern bewohnte Gebiete Ausdruck verlieh.
Per Dekret wurden alle Bewohner Thailands zur Identifikation als Thai gezwungen, wer „ausländische“ Interessen vertrat, wurde als Landesverräter behandelt. Die 1939 eingeführte Nationalhymne trägt einen  aggressiv nationalistischen Text (die erste Zeile spricht von „Fleisch und Blut der Thai-Rasse“). Die regionalen Sprachen und Dialekte, die Lao-Schrift in der Nordostregion (Isan) und die Lanna-Schrift im Norden wurden zurückgedrängt. Kulturelle Unterschiede zwischen Zentral-, Süd-, Nordost- und Nord-Thai sollten nicht mehr thematisiert werden. Phibunsongkhram ließ sogar Orte umbenennen und Volkslieder umdichten, um jeden Hinweis auf andere Ethnien (wie Lao, Shan oder Khmer) zu beseitigen.
Nach der Entmachtung Phibunsongkhrams 1957 ging die Regierung zu Maßnahmen der sogenannten „weichen Assimilation“ über:
1. Gezielte Maßnahmen für einzelne Gruppen in den Randgebieten des Landes, zum Beispiel 1964 gegenüber den Lao im Isan, die in einem „Beschleunigten Landentwicklungsprogramm“ (Accelerated Rural Development Programme) enger an Bangkok angeschlossen wurden.
2. Landesweite Maßnahmen zur Durchsetzung des Thai als Sprache in den Schulen. Sprecher anderer Sprachen wurden damit gezwungen, Thai zu sprechen, wenn sie die Schule besuchen wollten, so die Lao, die Kham Mueang in Nordthailand und die Yawi in Südthailand.
3. Etablierung der Rolle des Königs als nationale Symbolfigur des Landes, Grüßen der Flagge in den Schulen und die täglich zweimalige Ausstrahlung der thailändischen Nationalhymne in Rundfunk und Fernsehen.

Die Förderung des thailändischen Nationalbewusstseins geht natürlicherweise zu Lasten der Bindungen an andere Staaten, wie der Isan-Lao an Laos und der Malaien an Malaysia.